# Ahmed IV. Nihad
Ahmed IV. Nihad (5. července 1883 – 4. června 1954), byl 38. hlavou Osmanské dynastie v letech 1944-54. Zároveň byl také druhou hlavou dynastie po rozpadu říše.
Narodil se v paláci Çırağan a byl nejstarším synem prince Mehmeda Selaheddina Efendiho a jeho manželky Naziknaz Hanimefendi. Byl vnukem sultána Murada V. V dětství byl vyučován soukromě. Stal se plukovníkem pěchoty Osmanské armády.
Ahmed získal vyznamenání Hanedan-i-Ali-Osman a Nişan-ı-Ali-Imtiyaz za službu v armádě. Po smrti jeho bratrance, prince Abdulmecida Efendiho, který byl posledním islámským chalífou, se stal v srpnu 1944 hlavou Osmanské dynastie. Jako první představitel od dob sultána Selima I. nezastával funkci chalífy, která od roku 1517 byla garantována každému vládci. Kdyby byl vládnoucím sultánem, byl by uváděn jako Ahmed IV.

## Život
Ahmed Nihad strávil většinu svého dětství a dospívání v paláci Çırağan v Konstantinopoli (Istanbulu). Palác v té době sloužil jako vynucená rezidence pro jeho dědečka, sultána Murada V., který byl v roce 1876 sesazen a uvězněn jeho bratrem Abdulhamidem II. Tato omezení vydaná vládnoucím sultánem platila pro něj a celou jeho rodinu až do roku 1904, kdy zemřel. Po smrti svého dědečka se Ahmed Nihad přesunul z paláce Çırağan do Feneryolu v Istanbulu. Od roku 1911 až do vyhnání do exilu žil v panství, které si nechal sám vystavět v Serencebey a od roku 1915 zde trávil letní měsíce. Nicméně svoboda v jeho rodné zemi trvala jen dvacet let; po vzniku Turecké republiky v roce 1924 se rozpadl Osmanský sultanát a chalífát a celá rodina musela v březnu toho roku opustit zemi.
Ve svým jednačtyřiceti letech Ahmed opustil Turecko a už se zpět nikdy nevrátil. Exil se zrušil až po jeho smrti. Do exilu odešel s oběma svými manželkami, nejdříve na pár měsíců do Budapešti, poté žili dvanáct let v Nice ve Francii. Když se poslední sultán Mehmed VI. usadil v San Remu, většina členů rodiny se usídlila na jihu Francie. V roce 1937 se odstěhoval do Beirutu v Libanonu, kde strávil zbytek svého života. Život v exilu se změnil, když rodina vyčerpala peněžní prostředky a toužili po tom, aby se mohli vrátit do své vlasti. Pro Ahmeda se život změnil hlavně po mozkové mrtvici, po které zůstal ochrnutý. V roce 1944 se stal hlavou rodiny v exilu; jako první „vládce“ od 16. století však nenesl titul chalífy. I když většina rodiny žila na Středním východě, přijeli jej navštívit. Ahmed Nihad byl pobožný a svědomitý muž, který měl talent na architekturu a tesařství. Byl také talentovaný skladatel a schopný hudebník a malíř.

## Rodina
Ahmed Nihad byl třikrát ženatý a měl jednoho syna:
- Safiru Hanimefendi (1884–1972), vzali se v paláci Çırağan v únoru 1902 a měli spolu syna, Ali Vâsiba
- Nezihe Hanimefendi, abchazská konkubína (1890-1972), rozvedli se v roce 1915
- Nevrestan Hanimefendi, abchazská konkubína (1893-1983), vzali se v dubnu 1915